# Caratão (rei)
Caratão (em latim: Charato; em grego: Χαράτων), segundo Olimpiodoro de Tebas, foi um dos primeiros reis hunos. No final de 412 ou começo de 413, recebeu o embaixador romano Olimpiodoro enviado pelo imperador Honório (r. 395–423). Olimpiodoro viajou para o reino de Caratão pelo mar, mas não registra se o mar em questão era o Negro ou Adriático. Como sua história lida exclusivamente do Império Romano do Ocidente, foi provavelmente o Adriático, e visitou os hunos em algum lugar na planície da Panônia.
| “ | Donato e os hunos e a habilidade com que seus reis atiravam com o arco. O autor relata ter sido enviado numa missão para eles e Donato e fornece um trágico registro de suas andanças e perigos pelo mar. Pois Donato, tendo sido enganado por um juramento, foi ilegalmente executado. Como Charaton, o primeiro dos reis, furioso com o assassinato, foi apaziguado por presentes do imperador. | ” |

Embora o texto sugira que certo Donato (Δονάτ-, turco yonat, "cavalo") foi o rei húnico anterior, alguns estudioso como Franz Altheim e Otto Maenchen-Helfen rejeitam esta afirmação.

## Etimologia
Segundo Maenchen-Helfen, seu nome é de origem indeterminada, e pode ter terminado em -tom, -ton, -to, -ta e -t. Omeljan Pritsak derivou a raiz xara - qara do altaico -qara, com o significado de "preto" e "grande; norte". A segunda parte -ton é um empréstimo saca em turco, thauna > *taun > tōn, "vestuário, roupagem". No turco otomano don significa "cota de malha dum cavalo" e há um conceito de "cavalo com a malha preta". Pritsak concluiu como o governante anterior foi chamado Donato (cavalo), e que o nome de Qara-ton (vestido de preto; com malha preta) foi uso críptico intencional para cavalo, possivelmente relacionado ao totemismo húnico.